# 多棘馬夫魚
多棘馬夫魚，又稱多棘立旗鯛，為輻鰭魚綱鱸形目蝴蝶魚科的其中一種。

## 分布
本魚分布於印度－太平洋區，包括南非、留尼旺、紅海、馬爾地夫、模里西斯、日本、菲律賓、印尼、澳洲、紐西蘭、關島、夏威夷群島等海域。

## 深度
水深15至210公尺。

## 特徵
本魚體白色，體側上有三條褐色斜條紋，第一條從頭頂至眼睛上端；第二條從背鰭基底延伸至腹部；第三條從背鰭硬棘部至臀鰭軟條部。背鰭軟條部和尾鰭呈黃色。背鰭硬棘12至13枚；背鰭軟條23至25枚；臀鰭硬棘3枚；臀鰭軟條17至19枚。體長可達21公分。

## 生態
本魚主要棲息於外礁斜坡。稚魚常結群在孤立的礁坪周圍，而成魚形成大群魚群在距離礁底一段距離的海域中游動，屬肉食性，以浮游動物、珊瑚蟲等為食。

## 經濟利用
為高價值觀賞魚，不供食用。